# Sărand, Bihor
Sărand este un sat în comuna Copăcel din județul Bihor, Crișana, România.